# Silvertone
Silvertone era o nome usado pela rede varejista Sears, nos Estados Unidos, para sua linha de instrumentos musicais de baixo custo entre os anos de 1930 e 1972. Seu catálogo de produtos incluía, guitarras, violões, contrabaixos e amplificadores. Antes disso, o nome já era utilizado desde 1915 na linha de rádios e fonógrafos da empresa.
A linha Silvertone era fabricada por outras empresas, que colocavam a marca em seus produtos e freqüentemente lançavam o mesmo modelo com sua própria marca. Inicialmente as guitarras Silvertone foram produzidas por Danelectro e Harmony. Mais tarde passaram a ser feitos também por outras companhias.
Rudy Sarzo, Chet Atkins, Bob Dylan, John Fogerty, Tom Fogerty, James Hetfield, Dave Grohl, Phil Keaggy, Mark Knopfler são alguns dos músicos que tiveram um Silvertone como seu primeiro instrumento.
Atualmente, Silvertone é uma das marcas de guitarras e baixos pertencentes ao grupo industrial sul coreano Samick.

## Ligações Externas
- «Vintage Silvertones» (em inglês)
- «Site Oficial» (em inglês)
- «Samick» (em inglês)